# Erdőidecs
Erdőidecs (románul: Idicel-Pădure), falu Romániában, Maros megyében.

## Története
Marosvécs község része. A trianoni békeszerződésig Maros-Torda vármegye Régeni felső járásához tartozott.

## Népessége
2002-ben 613 lakosa volt, ebből 611 román és 2 magyar nemzetiségű.

## Vallások
A falu lakói közül 572-en ortodox, 40-en adventista hitűek és 1 fő református.